# 习辛
习辛，原名习春生，男，一名军人出身的电视剧导演。现为中国广播电视协会电视制片委员会委员、北京满堂彩文化发展有限公司总经理、东莞满堂彩影视投资有限公司总经理并兼任制片人及导演。

## 简历
- 1975年 高中毕业
- 1978年3月入伍，服役于中国人民解放军第43军127师，于1979年参加对越自卫反击战。
- 1980年调至127师部宣传队，曾任班长、队长。
- 1982年任43军演出队队长。
- 1985年任中国人民解放军第54集团军文工团任团长。
- 1989年任二炮技术总文工团任团长。
- 1991年任总后勤部战略后方基地指挥部任文工团团长。
- 1995年中国人民解放军艺术学院文学系作家班毕业。[1]

## 主要作品
- 2004年 《正义令天下》
- 2004年 《傻小李元霸》
- 2004年 《美丽蝴蝶飞》
- 2005年 《精卫填海》
- 2006年 《灯火阑珊》
- 2006年 《孩子你在哪里》
- 2008年 《拯救之非常地带》
- 2009年 《名门新娘》
- 2010年 《七妹》
- 2010年 《淘金谷》
- 2011年 《名门媳妇》
- 2012年 《艾乐乐的罗曼蒂克》

## 相关事件
2012年10月30日，编剧于正发微博称旗下演员因拒绝导演的陪酒要求，被导演以“身高不够”的理由替换掉，他虽未指名道姓，但网友推测该演员是杨蓉，导演则是电视剧《二叔》的导演习辛。
对此，习辛于11月5日发表声明，指于正借机炒作，称杨蓉耍大牌怠慢工作才将其辞退，“潜规则”完全是无中生有，习辛的回应也得到了圈内人的支持。微博上，众多加V导演纷纷转发微博，导演高群书更是怒斥“造谣者一刀阉之！”中国电视剧导演工作委员会随后也声明，“不允许任何人捏造事实”。
之后习辛因于正拒不道歉而起诉其诽谤，2013年11月北京市第一中级人民法院做出终审判决，习辛诉于正名誉纠纷案胜诉。习辛表示，“其实这事儿很小，走法律程序，就是为了把事儿说清楚”。